# Zeuxevania globiceps
Zeuxevania globiceps är en stekelart som beskrevs av Günther Enderlein 1903. Zeuxevania globiceps ingår i släktet Zeuxevania och familjen hungersteklar. Inga underarter finns listade i Catalogue of Life.